# Surya Binayak
Surya Binayak ist ein Hindu-Tempel im Osten von Kathmandu/Nepal im Distrikt Bhaktapur. Gewidmet ist der Tempel dem Hindu-Gott Ganesha, Sohn Shivas und Parvatis.
Der Tempel ist einer von vier sogenannten Vinayak-Tempeln im Kathmandutal. Die anderen drei sind:
- Chandra Vinayak im Stadtteil Chabahil,
- Jal Vinayak am Chobar Gorge und
- Ashok Vinayak hinter Kasthamandap.

Vinayak und Binayak sind identisch.
Das Krafttier, die Ratte, ist ein Vehikel (Vahana), das heißt, in der geistigen Welt trägt sie Ganesha auf ihrem Rücken. Eine bronzene Skulptur sitzt dem Schrein gegenüber auf einer 2,5 Meter großen steinernen Säule.
Der Tempel wird an größeren Feiertagen von Hunderten Hindus besucht. Touristen sind hier eher selten zu sehen.